# Broadway Annie
Broadway Annie er en amerikansk stumfilm fra 1918 af Roland West.

## Medvirkende
- Norma Talmadge som Julie Kendal
- Eugene O'Brien som Jimmy Fitzpatrick
- Frank Mills som Walter Kendal
- Edna Hunter som Mrs. Archer
- Fred R. Stanton som Cronin